# Nova Miller
Astrid Fanny Granström (Estocolmo, 29 de julho de 2001), mais conhecida pelo nome artístico Nova Miller, é uma cantora e compositora sueca. Iniciou sua carreira gravando canções e divulgando-as através de redes sociais, até que atraiu atenção de executivos da Universal Music Group. Em 2017, mudou de gravadora e assinou um novo contrato com a BMG Records, com quem começou a desenvolver trabalhos profissionais, entre eles, um extended play, Turn Up the Fire (2018). No mesmo ano, a faixa título do projeto foi divulgada pela artista através do programa de rádio norte-americano On Air with Ryan Seacrest.